# 國際海上避碰規則公約
1972年國際海上避碰規則公約（法語： ）是由國際海事組織於公佈對於海上航行之國際規則。包括海上瞭望、船舶安全速限、避碰及其採取措施、狹窄水域、分道航行區、船舶相遇、受限制船舶、船舶燈號等航行規則。目前公約最新版本為2013年12月10號採納之國際海事組織第28屆大會決議案A.1085(28)所做的修正。
1979年12月28日，中华人民共和国交通部、中国人民解放军海军司令部、国家水产总局发布关于1980年4月1日零时起实施《1972年国际海上避碰规则公约》所附《1972年国际海上避碰规则》的通知。《1960年海上避碰规则》同时停止执行。非机动船仍按《中华人民共和国非机动船舶海上安全航行暂行规则》执行。 

## 目錄
- PART A 總則（Rule 1-3）
- PART B 船舶互見時之措施（Rule 4-19）
- PART C 號燈與號標（Rule 20-31）
- PART D 音響信號與燈光信號（Rule 32-37）
- PART E 豁免（Rule 38）
- ANNEX I  號燈與號標之安裝位置及技術細則
- ANNEX II 漁船群集捕魚時之增設信號
- ANNEX III 音響信號設備之技術細則
- ANNEX IV 遇難信號

## 外部連結
- 国际海事组织（页面存档备份，存于）